# Golkas bro

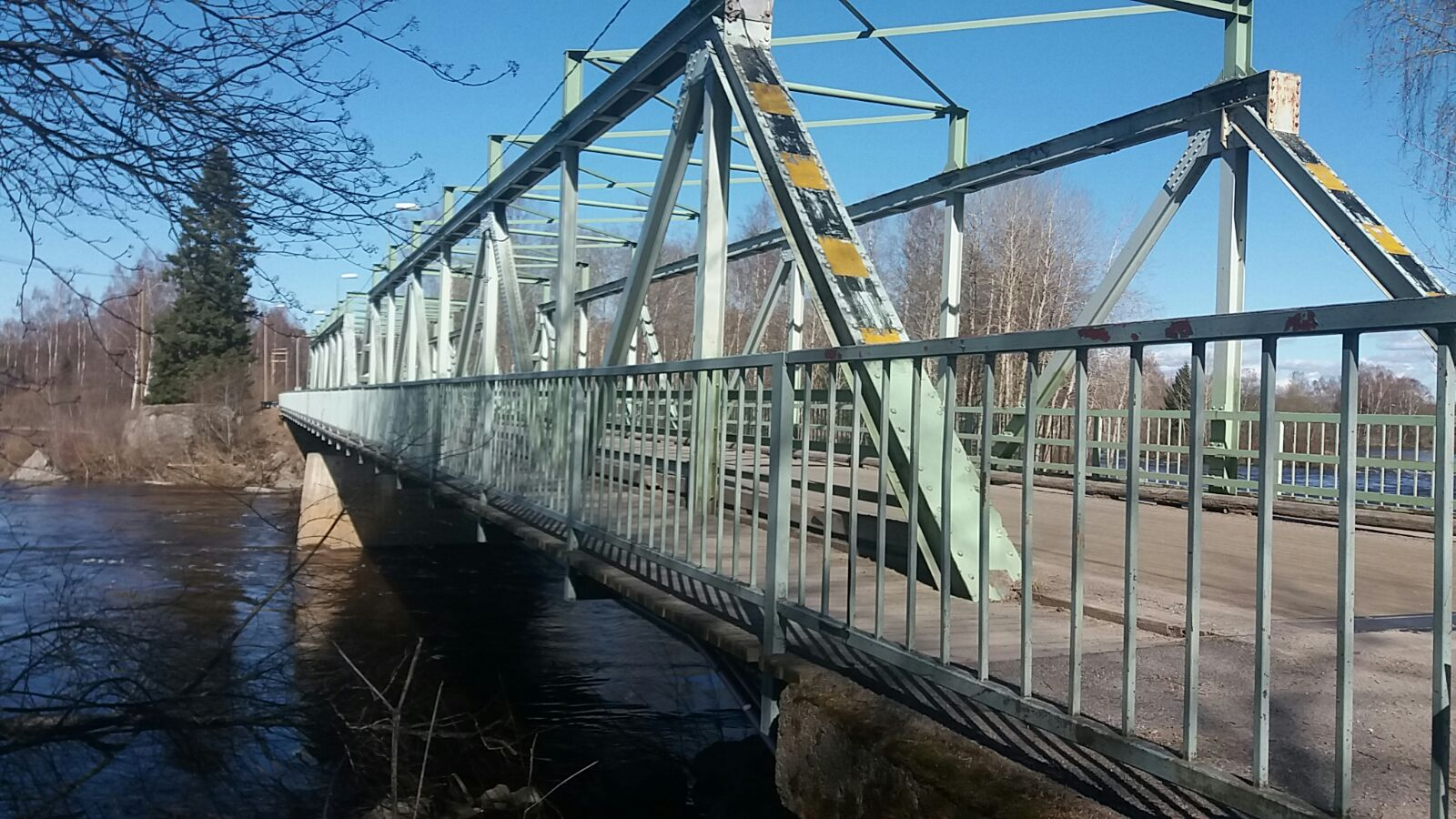
Golkas bro i maj 2018.

Golkas bro (fi. Kolkin silta) är en vägbro över Kyro älv i Merikart i Vasa. Golkas bro är en fackverksbro i stål med körbana i trä. Den är en före detta järnvägsbro som flyttades hit 1978 och ersatte en hängbro med järnkonstruktioner som Karl Villför, husbonde på Golkas herrgård, lät uppföra med start 1922.